# 더 서치
《더 서치》(THE SEARCH)는 프랑스에서 제작된 미셀 하자나비시우스 감독의 2014년 드라마, 전쟁 영화이다. 베레니스 베조 등이 주연으로 출연하였고 미셀 하자나비시우스 등이 제작에 참여하였다. 이 영화는 2014년 칸 영화제의 주요 경쟁 부문에서 황금종려상에서 경쟁하기 위해 선택되었다.

## 출연

### 주연
- 베레니스 베조
- 아네트 베닝
- 압둘 칼림 마마츠예프

### 조연
- 막심 에멜야노브
- 주흐라 뒤슈빌리
- 렐라 바가카슈빌리
- 유리 트리로

## 기타
- 협력프로듀서: 엠마누엘 몬타맷
- 미술: 에밀 기고
- 세트: 타마르 굴리아쉬빌리
- 시각효과: 로날드 그로어
- 의상: 로익 바르니에
- 의상: 티에리 델레트
- 의상: 자크 마주엘
- 의상: 사브리나 리카르디
- 배역: 허브 제쿠보위즈